# Eudokia Paleologina
Eudokia Paleologina ((gr.) Ευδοκία Παλαιολογίνα) (ur. ok. 1265, zm. 18 sierpnia 1302) – cesarzowa Trapezuntu 1282-1297.

## Życiorys
Była córką Michała VIII Paleologa. We wrześniu 1282 roku jej mężem został Jan II Wielki Komnen, cesarz Trapezuntu. Po jego śmierci (1297) wyjechała wraz z synem Michałem do Konstantynopola. W marcu 1302 powróciła do Trapezuntu. 